# Fu Haitao
Fu Haitao (né le 13 janvier 1993) est un athlète chinois, spécialiste du triple saut. 

## Biographie

### Palmarès
| Date | Compétition                    | Lieu      | Résultat | Marque  |
| ---- | ------------------------------ | --------- | -------- | ------- |
| 2010 | Jeux olympiques de la jeunesse | Singapour | 2e       | 16,14 m |
| 2012 | Championnats d'Asie juniors    | Colombo   | 1er      | 16,38 m |
| 2012 | Championnats du monde juniors  | Barcelone | 7e       | 15,93 m |
| 2013 | Jeux de l'Asie de l'Est        | Tianjin   | 1er      | 16,21 m |
| 2014 | Championnats d'Asie en salle   | Hangzhou  | 1er      | 16,21 m |

### Records
| Épreuve          | Performance | Lieu     | Date            |
| ---------------- | ----------- | -------- | --------------- |
| Saut en longueur | 7,89 m      | Nanchang | 20 octobre 2011 |
| Triple saut      | 16,79 m     | Taiyuan  | 13 mai 2015     |